# Osric de Deira
Osric va ser rei de Deira, en un període que podria anar entre el 632—633 i el 633—634. Era cosí de l'anterior rei, Edwin de Northúmbria i fill de l'oncle d'Edwin, Æthelric de Deira. Osric va ser el pare d'Oswine de Deira. El seu regnat es va considerar un temps de vergonya i va ser condemnat a l'oblit durant anys.
Després que Edwin morís en batalla contra Cadwallon ap Cadfan de Gwynedd i contra Penda de Mèrcia, Northúmbria es va desmuntar: Eanfrith se'n va fer càrrec del govern de Bernícia i Osric del de Deira. Segons Beda, Osric i Eanfrith, eren cristians que van retornar als cultes pagans en arribar al poder.
Cadwallon va continuar amb la seva campanya contra Northúmbria. Diu Beda que Osric va assetjar Cadwallon «en una ciutat fortificada» —després s'ha identificat aquesta ciutat amb York—, però que Cadwallon en va sortir juntament amb el seu exèrcit i van atacar per sorpresa els que feien el setge. Osric va morir i el seu exèrcit va quedar vençut.
L'any en què ell i Eanfrith van governar va ser considerat posteriorment tan vergonyós, en part a causa de llur paganisme, que alguns historiadors els van esborrar de la llista i van afegir aquest any al regnat del següent monarca, Osvald de Northúmbria, el qual a més de ser cristià va derrotar Cadwallon.